# August Fellman
August Abraham Fellman, född 16 september 1839 i Lappajärvi, död 2 augusti 1912 i Helsingfors, var en finländsk jordbrukare och industriman. Han var son till Jakob Fellman och bror till Isak Fellman.
Fellman var först officer och tjänstgjorde bland annat i Uleåborg, tog 1868 avsked och ägnade sig åt skötseln av sin gård Lahtis i Hollola, där han 1873 grundade ett sågverk och 1908 en cellulosafabrik. Han var ledamot av bondeståndet från 1891 och förvisades 1903 som en av den passiva motståndsrörelsens ledare ur landet, men kunde återvända efter storstrejken 1905. Han gjorde betydande donationer till förmån för folkbildningsarbetet i Lahtis med omnejd.